# Troscotul japonez
Fallopia este un gen care cuprinde circa 12–15 specii de flori din familia umbra pământului. 

## Specii acceptate
- Fallopia aubertii (L.Henry) Holub
- Fallopia baldschuanica (Polygonum baldschuanicum)
- Fallopia cilinodis (sin. Polygonum cilinode, Bilderdykia cilinodis ) – fringed black bindweed, North America.
- Fallopia convolvulus (Polygonum convolvulus, Bilderdykia convolvulus)
- Fallopia cristata (Engelm. ex A.Gray) Holub
- Fallopia cynanchoides (Polygonum cynanchoides)
- Fallopia dentatoalata (Polygonum dentatoalatum)
- Fallopia denticulata (Polygonum denticulatum)
- Fallopia dumetorum (Polygonum dumetorum și Bilderdykia dumetorum)
- Fallopia filipes (Hara) Holub – Nepal
- Fallopia koreana B.U.Oh & J.G.Kim
- Fallopia multiflora (Polygonum multiflorum)
- Fallopia pterocarpa (Polygonum pterocarpum)
- Fallopia scandens (Polygonum scandens și Reynoutria scandens)
- Fallopia schischkinii Tzvelev

Specii redenumite
- Fallopia forbesii
- Fallopia japonica Houtt.
- Fallopia multiflora (Thunb.) Haraldson

## Plantă invazivă

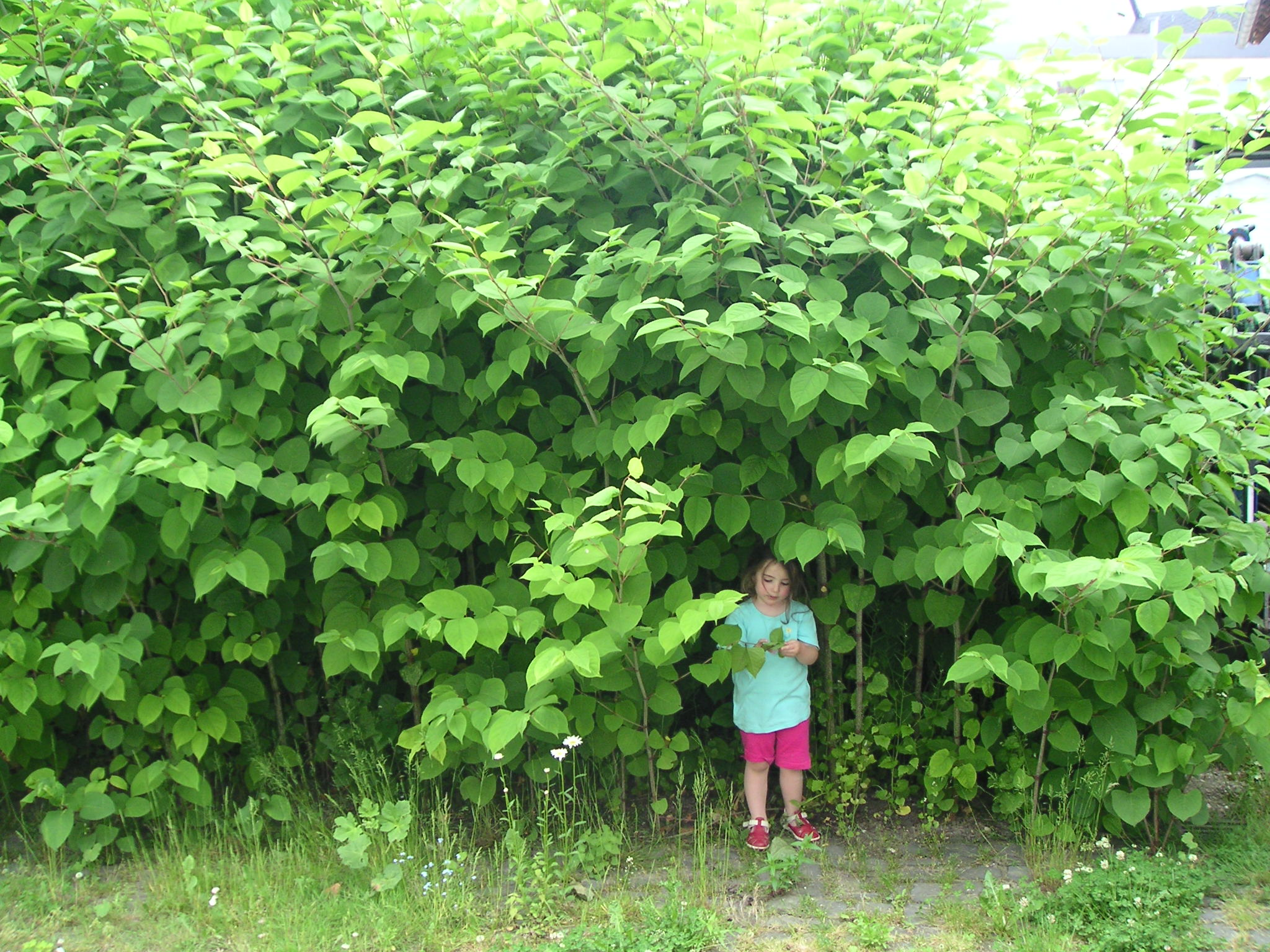
Desiș de Fallopia

Troscotul japonez este o plantă care se răspândește foarte repede și care crește imediat după ce este retezată. Specialiștii au declarat troscotul japonez sau iulișca invadatoare cea mai periculoasă plantă invazivă, pentru că rădăcinile sale, de până la 7 metri, pot să străpungă asfaltul și fundațiile.